# Eclissi solare del 6 marzo 1905
L'eclissi solare del 6 marzo 1905 è un evento astronomico che ha avuto luogo il suddetto giorno attorno alle ore 5.12 UTC. 
L'eclissi, di tipo anulare, è stata visibile dall'Australia, dall'Antartide, e dall'India. Più dettagliatamente L'eclissi solare anulare ha attraversato le isole Heard e McDonald, Australia, Nuova Caledonia e Nuove Ebridi, ora Vanuatu; l'eclissi solare parziale ha coperto l'Africa sud-orientale, la metà sud-orientale delle Isole Malesi, Australasia e alcune aree circostanti.
L'eclissi è durata 7 minuti e 58 secondi.

## Eclissi correlate

### Eclissi solari 1902–1907
Questa eclissi è un membro di una serie semestrale. Un'eclissi in una serie semestrale di eclissi solari si ripete all'incirca ogni 177 giorni e 4 ore (un semestre) a nodi alternati dell'orbita lunare.

### Serie Tritos
Questa eclissi fa parte di un ciclo di tritos, ripetendosi a nodi alternati ogni 135 mesi sinodici (≈ 3986,63 giorni o 11 anni meno 1 mese). Il loro aspetto e longitudine sono irregolari a causa della mancanza di sincronizzazione con il mese anomalo (periodo del perigeo), ma i raggruppamenti di 3 cicli di tritos (≈ 33 anni meno 3 mesi) si avvicinano (≈ 434.044 mesi anomali), quindi le eclissi sono simili in questi raggruppamenti.

### Saros 138
L'eclissi fa parte del ciclo 138 di Saros, che si ripete ogni 18 anni, 11 giorni e raggruppa 70 eventi di eclissi. La serie iniziò con un'eclissi solare parziale il 6 giugno 1472. Raggruppa eclissi anulari dal 31 agosto 1598 al 18 febbraio 2482 con un'eclissi ibrida il 1º marzo 2500. Ha eclissi totali dal 12 marzo 2518 al 3 aprile 2554. La serie termina al membro 70 con un'eclissi parziale l'11 luglio 2716. La durata più lunga della totalità sarà di soli 56 secondi il 3 aprile 2554.